# Esteban de la Rama
Esteban de la Rama (abweichende Schreibweise: Esteban dela Rama) war ein philippinischer General während der Revolution von 1896 bis 1898, Unternehmer und Politiker der Nacionalista Party (NP), der von 1941 bis 1947 Mitglied des Senats war.

## Leben

### Philippinische Revolution 1896 bis 1898

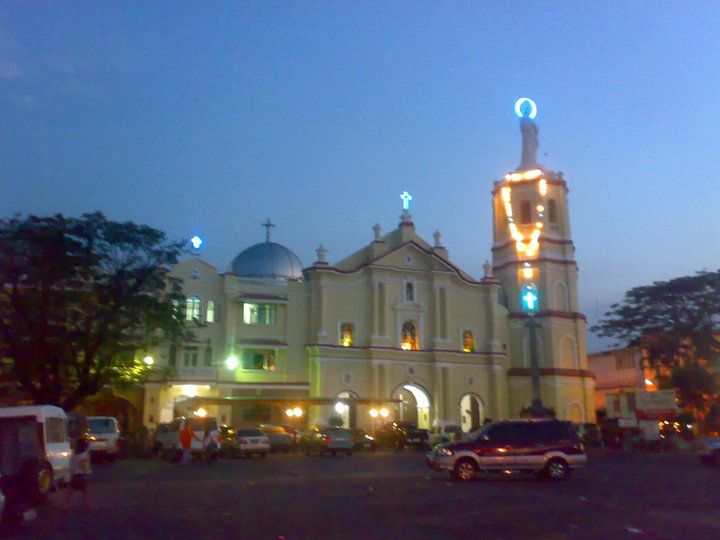
De la Rama gehörte nach der Revolution 1899 zu den Delegierten der in der Kathedrale von Malolos erarbeiteten Verfassung von Malolos (Constitución política de Malolos)

De la Rama war der Sohn des Großgrundbesitzers von Zuckerrohrplantagen Isidro dela Rama, der 1890 als einer der Vizebürgermeister von Iloilo fungierte, dem am 31. Januar 1890 durch den damaligen Kolonialminister Spaniens (Ministro de Ultramar), Manuel Becerra, die Stadtrechte verliehen wurden. Er selbst absolvierte seine schulische Ausbildung auf den Philippinen sowie im Ausland. Nachdem sein Vater am 10. Juni 1897 verstorben war, übernahm er dessen Schifffahrtsgesellschaft. Während der Revolution von 1896 bis 1898 diente er als General in der Revolutionsarmee. Er war zeitweilig Vizepräsident der Veteranenorganisation Los Veteranos de la Revolución sowie im Range eines Generalmajors Kommandeur der 6. Division der Nationalen Freiwilligen der Philippinischen Inseln.
Am 15. September 1898 wurde de la Rama für Iloilo einer der Delegierten bei der Versammlung in der Kathedrale von Malolos, auf der die sogenannte Verfassung von Malolos (Constitución política de Malolos) beschlossen wurde, die die Verfassung von Biak-na-Bato vom 1. November 1897 ablöste. Neben Apolinario Mabini und Pedro Paterno gehörte er am 20. Januar 1899 zu denjenigen Personen, die die Verfassung von Malolos der Ersten Philippinischen Republik in Barásoain unterzeichneten.
1904 kandidierte de la Rama für das Amt des Gouverneurs der Provinz Negros Occidental, unterlag jedoch Antonio Ledesma Jayme.

### Unternehmer

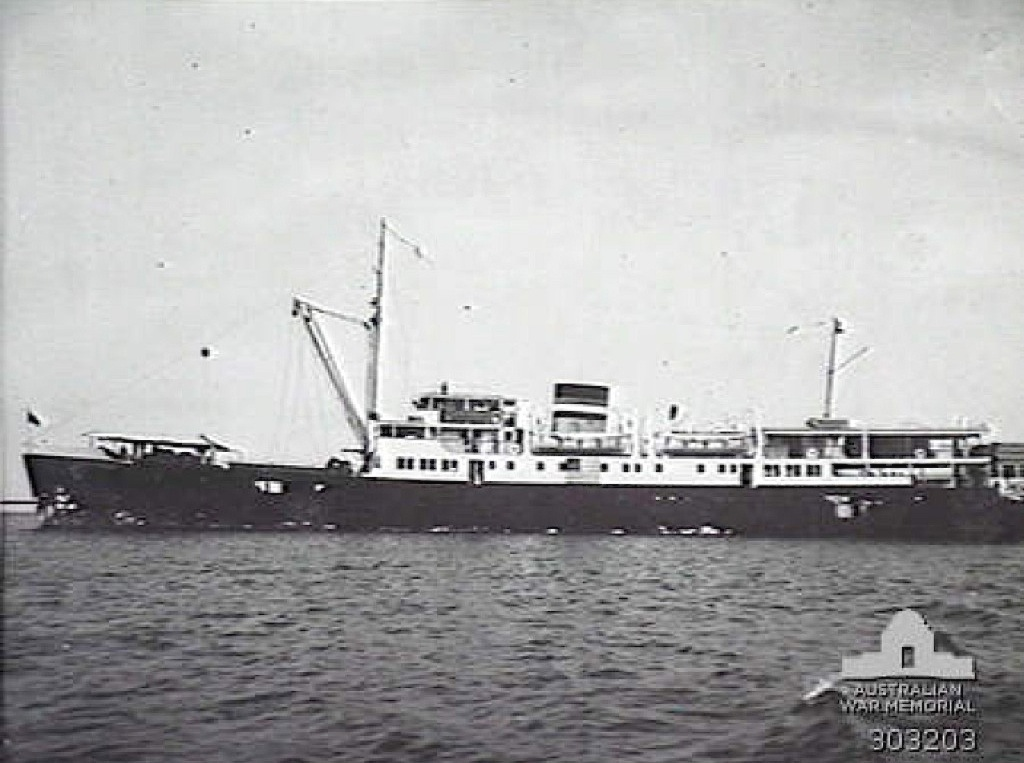
Das nach ihm benannte Schiff Don Esteban diente während des Zweiten Weltkrieges im Pazifikkrieg als Truppentransporter der US-Streitkräfte

In der Folgezeit war er Geschäftsführer des Familienunternehmens Hijos de I. de la Rama und vertrat unter anderem die Forderung der Zuckerproduzenten von Negros nach einer Verringerung der Zölle bei einem Besuch des US-Kriegsminister und früheren US-Gouverneur der Philippinen, William Howard Taft, auf den Philippinen im August 1905. Dabei führte er aus, dass wegen der hohen Kosten der Arbeitskapazitäten und der veralteten Ausstattung der Zuckermühlen selbst bei einer Senkung der Zölle nicht mit einer Überschwemmung des US-Marktes mit philippinischem Zucker zu rechnen sein werde. Tatsächlich gelang den Zuckerrohrplantagenbesitzern von Negros und Zentralluzon um de la Rama und Jorge Araneta in Abstimmung mit dem damaligen US-Generalgouverneur der Philippinen, James Francis Smith, 1909 eine Senkung der Einfuhrzölle sowie schließlich 1913 während der Amtszeit von William Howard Taft als US-Präsident ein uneingeschränkter Zugang zum US-Markt. In den nächsten Jahren wuchs der Anteil der einheimischen philippinischen Zuckerproduzenten wie de la Rama, Miguel Ossorio und Julio Javellana, wenngleich ihr Anteil am exportierten Zucker mit 6,8 Prozent im Jahr 1919 weit hinter den Anteilen der ausländischen Plantagenbesitzer lag.
Später erweiterte de la Rama seine unternehmerischen Tätigkeiten und wurde einer der einflussreichsten Geschäftsleute auf den Visayas. Während der 5. Legislaturperiode der Philippinischen Legislative von 1919 bis 1992 wurde ihm am 22. Februar 1921 durch die Gesetze 2983 und 3035 für die Dauer von 50 Jahren die Genehmigung erteilt, Elektrizitäts- und Kraftwerke und die dazugehörende Infrastruktur in den heute zu Iloilo City gehörenden Stadtgemeinden Jaro, La Paz und Arevalo zu installieren, zu erweitern und zu betreiben. 1923 gründete er das Unternehmen Panay Electric Company (PECO). Darüber hinaus war er 1924 Gründer der ersten Handelskammer der Philippinen in Iloilo City.
Zu seiner Unternehmensgruppe De la Rama Central gehörte ferner die Dampfschifffahrtsgesellschaft De la Rama Steamship Company in Iloilo, die seit ihrer Gründung 1931 die Fährrechte zwischen Iloilo und Negros hatte. Die De la Rama Steamship Company ließ unter anderem 1939 von der Friedrich Krupp Germaniawerft in Kiel die beiden Schiffe Don Esteban und Don Isidro bauen, die während des Zweiten Weltkrieges im Pazifikkrieg als Truppentransporter der US-Streitkräfte diente.

### Senator 1941 bis 1947
Nachdem 1941 die Wiedereinführung eines Zweikammersystems beschlossen wurde, wurde de la Rama, der vom damaligen, 1944 verstorbenen Präsidenten Manuel Quezon als der „Große Alte Mann des Südens“ (‚Grand Old Man of the South‘) bezeichnet wurde, bei den Senatswahlen am 11. November 1941 als Kandidat der Nacionalista Party zum Mitglied des Senats gewählt. Dieser trat jedoch nach dem Beginn der Besetzung der Philippinen durch das Japanische Kaiserreich bei der Schlacht um die Philippinen nach dem 8. Dezember 1941 nicht mehr zusammen.
Die erste Senatssitzung fand erst nach der Rückeroberung der Philippinen am 5. Juli 1945 statt. An dieser ersten Sitzung nahmen neben ihm nur noch 14 weitere der 24 Senatsmitglieder teil, da die übrigen Mitglieder entweder verstorben (Daniel Maramba und José Ozámiz) oder wegen Kollaboration mit der japanischen Besatzungsmacht angeklagt waren (Vicente Madrigal, Quintín B. Paredes, Claro M. Recto, Eulogio A. Rodriguez, Sr., Prospero E. Sebastian, Emiliano Tria Tirona und José Yulo). Eine ursprünglich im September 1945 vorgesehene Wahlzeit der ersten Senatoren nach dem Ende des Zweiten Weltkrieges von zwei, vier und sechs Jahren wurde aufgegeben. Vielmehr war zuvor die Wahlzeit der acht Senatoren Alauya Alonto, Pedro C. Hernaez, Domingo Imperial, Vicente Madrigal, Vicente Rama, Eulogio A. Rodriguez, Sr., Prospero E. Sebastian und Emiliano Tria Tirona durch Losentscheid bis November 1947 verlängert, während die übrigen 16 Senatoren bei den Wahlen vom 23. April 1946 für sechs beziehungsweise drei Jahre gewählt wurden. Dem Senat gehörte er formell vom 1. Januar 1942 bis zum 22. Mai 1947 an.

### Ehen und Nachkommen
De la Rama war zweimal verheiratet, und zwar in erster Ehe seit Juli 1891 mit Agueda Benedicto. Hierzu kam es am 9. Dezember 1913 zu einem Verfahren vor dem Obersten Gerichtshof der Philippinen sowie vor dem Obersten Gerichtshof der Vereinigten Staaten wegen Scheidung, Ehebruchs und Unterhaltsansprüchen der Ehefrau.
Aus seiner zweiten Ehe mit Natividad „Doña Nati“ Aguilar ging unter anderem die Tochter Lourdes de la Rama (1913–2011) hervor, die seit 1942 mit dem späteren Abgeordneten, Gouverneur von Cebu, Senator Sergio „Serging“ Osmeña, Jr. verheiratet war, einem Sohn des vierten Präsidenten Sergio Osmeña. Serging Osmeña wurde 1948 darüber hinaus Präsident der De La Rama Steamship Company Zwei der fünf Kinder von Lourdes de la Rama und Sergio Osmeña, Jr., sind ebenfalls politisch aktiv, und zwar einerseits Sergio Osmeña III, der von 1995 bis 2007 Senator war und seit 2010 dem Senat wieder angehört, sowie Tomas Osmeña, der von 1988 bis 1995 sowie zwischen 2001 und 2010 das Amt des Bürgermeisters von Cebu City bekleidete und anschließend von 2010 bis 2013 Mitglied des Repräsentantenhauses war. Eine weitere Tochter von Esteban de la Rama, Estefania de la Rama, war mit Enrico Pirovano verheiratet, der als Präsident die Geschäftsleitung der De la Rama Steamship Company fortführte. Eine weitere Tochter, Amparo de la Rama, war die erste Frau des Politikers Fausto Felix S. Gonzalez, der zwischen 1938 und 1941 Mitglied des Commonwealth-Kongresses des Commonwealth der Philippinen war und dort den Wahlbezirk Pampanga 2nd District vertrat.